# إريك بوبي
إريك بوبي (بالنرويجية: Erik Poppe) (و. 1960 – م) هو مخرج سينمائي وكاتب سيناريو ومصور سينمائي ومصور ومنتج أفلام من النرويج. ولد في أوسلو.

## جوائز
حصل على جوائز منها:
- Filmkritikerprisen  [لغات أخرى]‏، عن عمل: A Thousand Times Good Night (2014)
- Filmkritikerprisen  [لغات أخرى]‏، عن عمل: Troubled Water (2009)
- Filmkritikerprisen  [لغات أخرى]‏، عن عمل: Hawaii, Oslo (2005).

## وصلات خارجية
- إريك بوبي على موقع IMDb (الإنجليزية)
- إريك بوبي على موقع ألو سيني (الفرنسية)
- إريك بوبي على موقع أول موفي (الإنجليزية)
- إريك بوبي على موقع قاعدة بيانات الأفلام السويدية (السويدية)
- إريك بوبي على موقع قاعدة بيانات الفيلم (الإنجليزية)
- إريك بوبي على موقع كينوبويسك (الروسية)